# Vasikka-Pulteri
Vasikka-Pulteri är en ö i Finland. Den ligger i Finska viken och i kommunen Vederlax i den ekonomiska regionen  Kotka-Fredrikshamn i landskapet Kymmenedalen, i den södra delen av landet. Ön ligger omkring 34 kilometer öster om Kotka och omkring 150 kilometer öster om Helsingfors. Vasikka-
Öns area är 1 hektar och dess största längd är 160 meter i sydöst-nordvästlig riktning. Närmaste större samhälle är Virojoki, 15,9 km nordost om Vasikka-Pulteri.